# Contea di Qingchuan
La contea di Qingchuan (青川县S, Qīngchuān XiànP) è una contea della Cina, situata nella provincia di Sichuan e amministrata dalla prefettura di Guangyuan.